# Financial Times

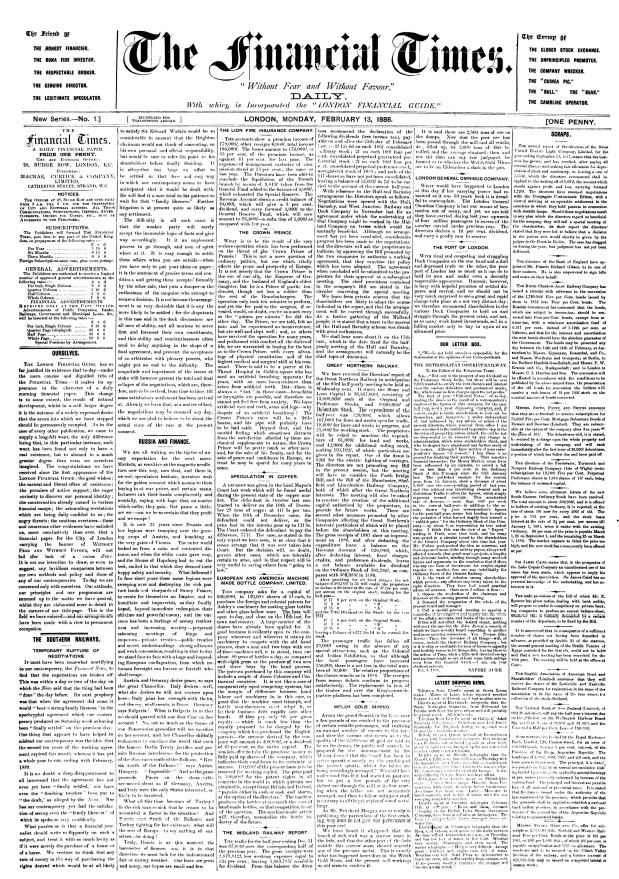
Prima pagină a ziarului Financial Times din 13 februarie 1888.

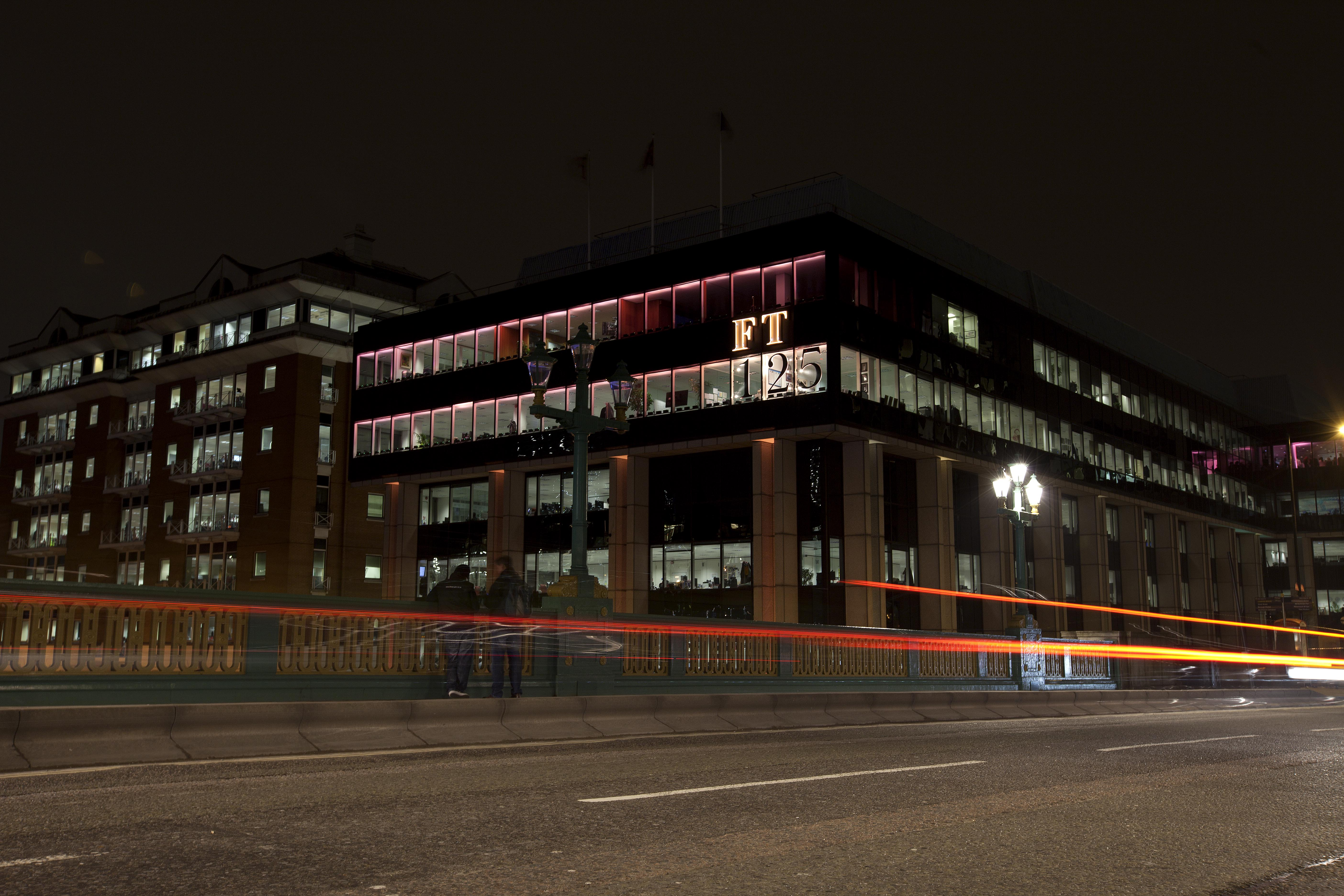
Oficiile din Londra a Financial Times la One Southwark Bridge (2013).

Financial Times este un ziar financiar din Marea Britanie. Ziarul a fost înființat în ianuarie 1888 sub numele de London Financial Guide, iar numele a fost schimbat în Financial Times după cinci săptămâni de la apariție. Ziarul este tipărit în 23 de orașe din întreaga lume și are un tiraj de 461.000 de exemplare (aprilie 2007).
Din anul 1928, Financial Times, deține jumătate din acțiunile revistei financiare The Economist.
În anul 1945, ziarul a fuzionat cu rivalul Financial News (înființat în 1884).

## Proprietari
Din anul 1957, ziarul este deținut de conglomeratul media Pearson. 
La 30 noiembrie 2015, compania japoneză de media «Nihon Keijai Shimbun» (Nikkey) a achiziționat 100% din acțiunile grupului media al grupului FT, inclusiv ziarul „Financial Times”.

## Editori
Editorul șef al ziarului din noiembrie 2005 este Lionel Barber.
Din 1947 până în 1972 - 24 de ani - redactorul-șef al ziarului a fost Gordon Newton.